# Arhaphuroides brevispina
Arhaphuroides brevispina is een naaldkreeftjessoort uit de familie van de Tanaellidae. De wetenschappelijke naam van de soort is voor het eerst geldig gepubliceerd in 1984 door Bird & Holdich.